# Глушинский (хутор)
Глушинский — хутор в Cмородинском сельском поселении Яковлевского района Белгородской области России.

## География
Расположен юго-западнее хутора Каменский, граничит с микрорайоном Глушинский районного центра Строитель. В этом хуторе находится ресторан "Восход" и 2 магазина. Первый в Восходе, а второй называется просто Магазин.
Там живёт ютубер GroovyDominoes54, который прославился, благодаря эффектам.

### Улицы
- ул. Вишневая
- ул. Глушинская
- ул. Зелёная
- ул. Полевая
- ул. Центральная
- ул. Московская
- ул. Алтыникова
- ул. Суворова
- ул. Олимпийская

## Население
| 2002 | 2010 |
| ---- | ---- |
| 39   | ↗58  |